# Hidridi
Hidridi su spojevi raznih kemijskih elemenata s vodikom.

## Hidridi elemenata s-bloka
S-blok čine elementi prve i druge skupine periodnog sustava elemenata. Elementi prve skupine PSE tvore hidride s jednim atomom vodika (LiH, NaH, KH, RbH, CsH), a elementi druge skupine s dva atoma vodika (BeH2, MgH2, CaH2, SrH2, BaH2). Svi hidridi s-bloka sadrže hidridni ion [:H]-1, osim BeH2, MgH2 i AlH3, koji tvore kovalentne polimerne molekule. Osim navedenih hidrida, postoje i oni s više od dva elementa, npr. NaBH4, LiAlH4...
U reakciji hidrida elemenata s-bloka s vodom nastaje vodik i odgovarajuća baza, pa se zbog toga ovi hidridi nazivaju i baznim hidridima. Primjer takve reakcije: NaH(s) + H2O(l) → H2(g) + NaOH(aq).
Ovi se hidridi najviše koriste za dobivanje vodika (pogledaj odlomak iznad).

## Hidridi elemenata p-bloka
P-blok čine elementi 13. – 17. skupine periodnog sustava elemenata. To su najvažniji hidridi, često korišteni u praksi. Dijele se na kisele, bazne, amfoterne i neutralne.

### Kiseli hidridi
Kiseli hidridi su oni hidridi koji u reakciji s vodom daju kiseline. U reakciji su proton-donori, u plinovitom su agregatnom stanju, a ime im se tvori od imena elementa koji se spojio s vodikom i nastavka -ovodik (npr. klorovodik, fluorovodik i sl.).
Elementi 17.skupine s vodikom tvore halogenovodičnu kiselinu:
HF, HBr, HCl, HI

### Bazni hidridi
Bazni hidridi su oni hidridi koji u reakciji s vodom daju baze. U reakciji su proton-akceptori, a najvažniji predstavnih je amonijak (NH3).

### Amfoterni hidridi
Ovisno o reakciji, mogu se ponašati i kao kiseline i kao baze, odnosno mogu biti i proton-donori i proton-akceptori.

### Neutralni hidridi
Neutralni hidridi uopće ne reagiraju s vodom. Primjer je metan (CH4).